# Madrid Masters 2007
Il Madrid Masters 2007 è un torneo di tennis che si è giocato sul cemento indoor.
È stata la 6ª edizione del Madrid Masters,che fa parte della categoria ATP Masters Series nell'ambito dell'ATP Tour 2007. Il torneo si è giocato nella Madrid Arena di Madrid in Spagna
dal 15 al 21 ottobre 2007.

## Campioni

### Singolare
David Nalbandian ha battuto in finale  Roger Federer con il punteggio di 1–6, 6–3, 6–3.

### Doppio
Bob Bryan /  Mike Bryan hanno battuto in finale  Mariusz Fyrstenberg /  Marcin Matkowski con il punteggio di 6–3, 7–6(4).